# 蘇海拉·雅各布
蘇海拉·雅各布（法語：Souheila Yacoub，1992年6月29日—）是一名瑞士女演員、戲劇製作人、前韻律體操運動員和2012年瑞士羅曼德小姐冠軍。

## 生平
雅各布出生於日內瓦，父親是突尼西亞人，母親是佛拉蒙人。她有一個姐姐。
雅各布就讀於馬科林高等體育學院，十幾歲時就加入瑞士國家韻律體操隊，參加了2009年和2010年的世界韻律體操錦標賽。她在16歲時離開學校，並專注於體操。當隊伍沒有獲得參加奧運的資格時，雅各布完全退出了這項運動。雖然她沒有在2021年的虐待指控中正式對教練作證，但她支持她的前隊友的說法，並講述一些教練行為的故事，例如限制成員的飲食量，並因她們體重增加一公斤而讓她們坐板凳。
離隊後，雅各布回到家中。由於不確定下一步做什麼，她的姐姐建議她申請報名瑞士羅曼德小姐。雅各布還報名參加當地的舞蹈和表演課程。在贏得2012年的瑞士羅曼德小姐後，雅各布獲得巴黎Cours Florent三年期課程的獎學金。她進一步在CNASD接受培訓。
雅各布在法國電視三台的肥皂劇《生活如此甜蜜》中首次出演電視角色，共6集。從Cours Florent畢業後，雅各布在巴黎舞台上獲得她的第一個重要戲劇角色，在瓦吉·穆阿瓦德的戲劇《Tous des oiseaux》中飾演Wahida，並在柯林國家劇院演出。隨後，她在加斯帕·諾埃的2018年恐怖電影《高潮》和2019年Canal+迷你影集《Savages》中擔任主演。
2020年，雅各布出現在多語種國際聯合製作的戰爭劇《No Man's Land》中。她主演菲利普·卡黑的黑白電影《淚水成鹽》，該片在第70屆柏林影展上首映，以及2021年的《The Braves》和《A Brighter Tomorrow》。
雅各布創立了23h59戲劇公司。

## 影視作品

### 電影
| 年份 | 標題                    | 角色      | 備註 |
| ---- | ----------------------- | --------- | ---- |
| 2018 | 《高潮》                | Lou       |      |
| 2018 | 《Les affamés》         | Eva       |      |
| 2020 | 《淚水成鹽》            | Betsy     |      |
| 2021 | 《The Braves》          | Margot    |      |
| 2021 | 《A Brighter Tomorrow》 | Sarah     |      |
| 2023 | 《沙丘：第二部》        | Shishakli |      |

### 電視劇
| 年份 | 標題              | 角色        | 備註     |
| ---- | ----------------- | ----------- | -------- |
| 2016 | 《生活如此甜蜜》  | Aïcha       | 6集      |
| 2019 | 《Savages》       | Jasmine     | 迷你影集 |
| 2020 | 《No Man's Land》 | Sarya Dogan | 主要角色 |

### 音樂MV
| 歌曲          | 年份 | 歌手    | 備註 |
| ------------- | ---- | ------- | ---- |
| 〈Trop beau〉 | 2019 | Lomepal |      |

## 舞台劇
| 年份       | 標題                 | 角色   | 備註             |
| ---------- | -------------------- | ------ | ---------------- |
| 2017－2018 | 《Tous des oiseaux》 | Wahida | 巴黎柯林國家劇院 |

## 獲獎與提名
| 年份 | 獎項     | 種類   | 結果 | 來源  |
| ---- | -------- | ------ | ---- | ----- |
| 2022 | 柏林影展 | 流星獎 | 獲獎 | [ 9 ] |

## 外部連結
- 蘇海拉·雅各布在互联网电影资料库（IMDb）上的資料（英文）